# Територіальна рекреаційна система
Територіа́льна рекреаці́йна систе́ма (ТРС) — це система взаємопов'язаних, природних, природно-соціальних, і соціальних компонентів, функціонування яких спрямоване на забезпечення рекреаційного попиту населення. Будь-яка рекреаційна територія є частиною земельного фонду у межах державних кордонів країни, або регіону.
Головною суспільною функцією ТРС є максимальне задоволення потреб населення у відпочинку, оздоровленні, лікуванні та підвищенні фізичного та духовного потенціалу. Центральним об'єктом функціонуючої ТРС є людина, рекреант.

## Класифікація ТРС
| За функціями                          | — Лікувальні; — Оздоровчі; — Спортивні; — Пізнавальні;                                                                            |
| Залежно від власника земельного фонду | — Землі держ. користування; — Лісогосподарські підприємства; — Землі акціонерів/орендаторів; — Землевласників, як юридичних осіб; |
| За призначенням                       | — території короткочасної та тривалої рекреації; — проміжні (с/г);                                                                |
| Відповідно до часової ознаки          | — Постійні; -Традиційні; -Сезонні; -Тимчасові;                                                                                    |
| ------------------------------------- | --- |

## Чинники впливають на ТРС
Чинники, що генерують потребу у створенні ТРС:
- Територіальний поділ праці;
- Нерівномірність рекреаційного попиту;
- Певна територіальна локалізація рекреантів;
- Ціннісні критерії рекреантів;
- Різна економічна ефективність регіонів;

Чинники, що забезпечують реалізацію рекреаційних потреб:
- Наявність рекреаційних ресурсів;
- Рекреаційна місткість території;
- Наявність матеріального виробництва, яке забезпечує функції рекреаційної діяльності;

## Властивості ТРС
- Цілісність ТРС;
- Спеціалізація ТРС;
- Універсальність ТРС;
- Динамічність;
- Ємність ТРС (може розглядатися в двох аспектах: ємність закладів і ємність території. Карти першого типу досить поширені і ця властивість ТРС, як правило, відображається кількістю спальних місць);
- Надійність (властивість, яка визначає безвідмовність її функціонування. Вона проявляється в стабільній діяльності окремих підсистем, незалежно від зовнішніх впливів або у зв'язку з ними і може виражатися такими, наприклад, показниками, як різниця в чисельності рекреантів в залежності від стану погоди);
- Ефективність ТРС (представлена найчастіше у вигляді доходів від туризму. Цей сюжет може мати також відображення у соціальному і медико-біологічному аспекта);
- Комфортність ТРС (звичайно представляється характеристикою окремих рекреаційних об'єктів, наприклад, класом готелів, кількістю обслуговчого персоналу. До цього ж сюжету можна долучити комфортність природних умов і кількість теплих днів у році, річну кількість опадів, коливання температури тощо)